# Nuwaria
Nuwaria is een geslacht van hooiwagens uit de familie Trionyxellidae.
De wetenschappelijke naam Nuwaria is voor het eerst geldig gepubliceerd door Roewer in 1915. 

## Soorten
Nuwaria is monotypisch en omvat slechts de volgende soort:
- Nuwaria granulata